# كوجو عنان
كوجو أنان (بالإنجليزية: Kojo Annan)‏ (و. 1973  م) هو شخصية أعمال غاني، ولد في جنيف.

## التعليم
تعلم في جامعة كيلي
.